# 今富荘
今富荘（いまとみのしょう）は、若狭国遠敷郡（現在の福井県小浜市）を中心とした荘園。本来は国衙領で税所が管理しており、今富名（いまとみみょう）もしくは「税所」を冠した税所今富名・税所今富と呼ばれることが多かった。今富荘の呼称が成立するのは室町時代以降である。

## 歴史
史料としては建久7年（1196年）から応永30年（1423年）までの歴代の税所職・公文職の名前が記された『若狭国税所今富名領主代々次第』が残されており、また同時代史料としては文永2年（1265年）3月に作成された「遠敷郡中手西郷内検帳案」（『東寺百合文書』）に登場するのが初出、同年11月作成の「若狭国惣田数帳写」によれば、遠敷郡富田郷・志万郷・中手西郷・中手東郷を中心に51町280歩、更に三方郡・大飯郡にも散在し、小浜をはじめとして税所領を中心とする国衙領の多くが今富名（今富荘）に編成されていった。
建久7年（1196年）在庁官人であった稲庭時定が将軍・源頼朝によって領主である税所職を更迭され、守護である若狭忠季が任じられ、以降は歴代守護が任じられた。守護の変遷に伴って鎌倉時代後期には北条氏得宗家が支配した。建武政権では洞院公継に与えられたものの、南北朝時代に入ると再び守護の支配下に入り、河村昭一の計算によれば今富名（今富荘）1つで当時の若狭国の守護領の88％を占めている状態であったが、斯波義種が守護であった貞治3年/正平19年（1364年）3月に室町幕府が南朝に寝返っていた前守護の山名時氏を帰参させるために今富名（今富荘）を与えたのである。間もなく、守護職は一色範光に交替されるが、守護領の中核を占める今富名（今富荘）を失ったために領国経営に支障を来たし、今富名を巡って一色氏と山名氏は対立を深め、明徳2年/元中9年（1391年）に山名氏清・満幸が幕府に対して挙兵した明徳の乱で戦功を挙げた一色詮範が将軍・足利義満から恩賞として今富名（今富荘）が与えられたことで再び守護の支配が回復された。その後は皇室領と守護領の二重構造のまま、一色氏・若狭武田氏と継承された。「税所今富」の名で現れるのは、永正14年（1517年）12月4日付の「武田元信奉行人南部家行奉書」が最後で、元亀2年（1571年）10月8日作成の「神宮寺領諸所成目録」（「神宮寺文書」）に「今富代官江」の名称が登場することから、戦国時代に入ってからもしばらくは今富名（今富荘）は存在していたとみられている。